# موشقین
موشقین، روستایی در بخش رودبار الموت غربی شهرستان قزوین در استان قزوین است. این روستا در دهستان بهرام آباد و ۳۴ کیلومتری شهر رازمیان قرار دارد. مردم این روستا به مراغی که از گویش‌های زبان تاتی است، سخن می‌گویند. فعالیت مردم این روستا کشاورزی و پرورش دام (برای مصرف خود) می‌باشد و عمده محصولات کشاورزی آن‌ها گیلاس، آلبالو و انگور می‌باشد. البته در گذشته کشاورزی شامل محصولات بسیار متنوع تری بوده است ولی همچنان پرورش دام برای مصرف شخصی (ولی بیشتر از امروز) بوده است.
ورتوان و زناسوج از روستاهای مجاور این روستا می‌باشند.

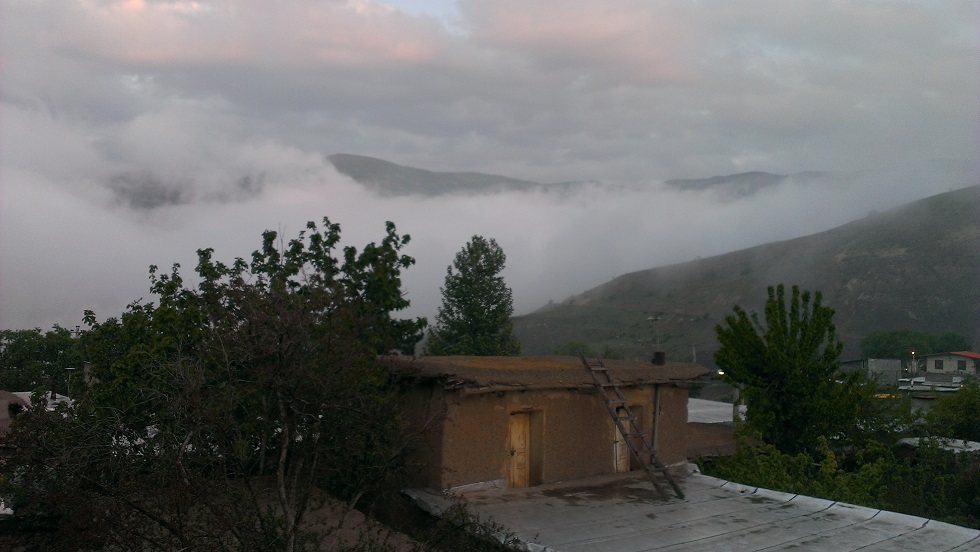
الموت - روستای موشقین

## جمعیت
این روستا در دهستان رودبار شهرستان قرار دارد و براساس سرشماری مرکز آمار ایران در سال ۱۳۸۵، جمعیت آن ۱۶۱ نفر (۶۱خانوار) بوده است.